# Подолянське (Вовковинецька селищна громада)
Подоля́нське —  село в Україні, у Вовковинецькій селищній громаді Хмельницького району Хмельницької області. Населення становить 10 осіб.